# 이세계 피크닉

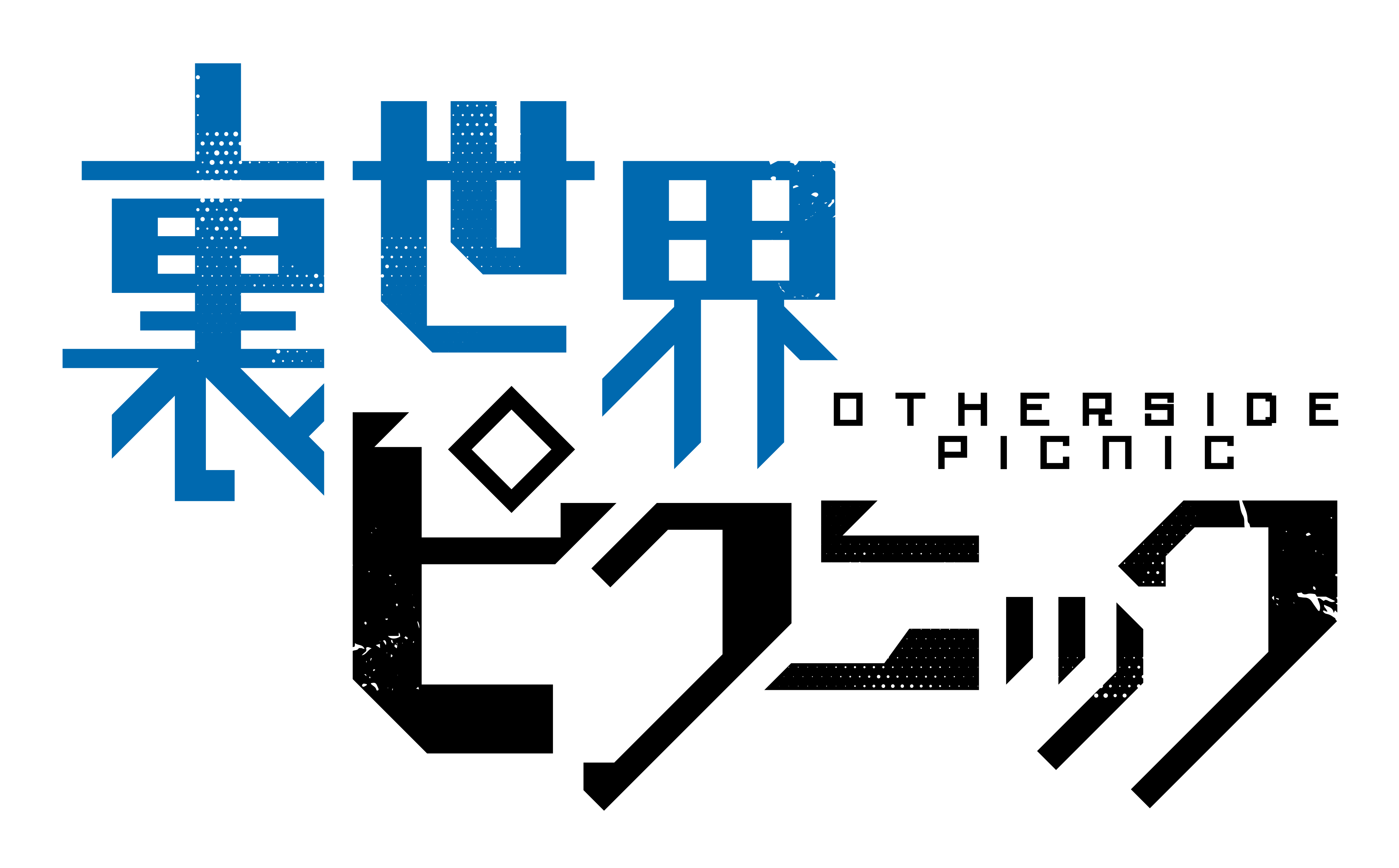

이세계 피크닉(裏世界ピクニック)는 미야자와 이오리(작가), shirakaba(일러스트)가 원작한 일본의 라이트 노벨 소설 작품이다. 2017년 2월부터 하야카와 문고 JA(하야카와 서적)에서 간행.

## 줄거리
「검색해서는 안 되는 것」을 찾으러 가자. 두 여자의 이세계 탐험. 니시나 토리코와 처음 만난 건 '뒤편'에서 ‘그것’을 실제로 보고 죽을 뻔했을 때였다??. 그날을 계기로 삶에 지친 여대생 카미코시 소라오의 인생은 180도 바뀐다. 「쿠네쿠네」이나 「팔척귀신」등, 실화괴담으로 알려진 위험한 존재가 출현하는, 현실과 이웃한 수수께끼투성이의 뒷세계. 연구와 돈벌이, 그리고 소중한 사람을 찾기 위해 토리코와 소라오는 비일상에 발을 들여놓는다??. 신예 엔터테인먼트 SF 작가가 선사하는 두 여자의 괴물 탐험 서바이벌!